# I liga 1960-1961 (pallacanestro maschile)
La I liga 1960-1961 è stata la 27ª edizione del massimo campionato polacco di pallacanestro maschile. La vittoria finale è stata ad appannaggio del Legia Varsavia.

## Risultati

### Stagione regolare
|     | Squadra          | G  | V  | P  | PF   | PS   | Pt. | Qualificazione        |
| --- | ---------------- | -- | -- | -- | ---- | ---- | --- | --------------------- |
| 1.  | Legia Varsavia   | 22 | 18 | 4  | 1832 | 1464 | 40  |                       |
| 2.  | Lech Poznań      | 22 | 18 | 4  | 1617 | 1434 | 40  |                       |
| 3.  | Wisła Cracovia   | 22 | 16 | 6  | 1664 | 1420 | 38  |                       |
| 4.  | Śląsk Breslavia  | 22 | 15 | 7  | 1530 | 1330 | 37  |                       |
| 5.  | AZS Varsavia     | 22 | 14 | 8  | 1531 | 1350 | 36  |                       |
| 6.  | Wybrzeże Danzica | 22 | 12 | 10 | 1512 | 1502 | 34  |                       |
| 7.  | Polonia Varsavia | 22 | 10 | 12 | 1499 | 1464 | 32  |                       |
| 8.  | Sparta Cracovia  | 22 | 9  | 13 | 1408 | 1516 | 31  |                       |
| 9.  | AZS Toruń        | 22 | 8  | 14 | 1365 | 1421 | 30  |                       |
| 10. | Społem Łódź      | 22 | 6  | 16 | 1285 | 1611 | 28  |                       |
| 11. | Warta Poznań     | 22 | 4  | 18 | 1241 | 1523 | 26  | retrocesse in II liga |
| 12. | ŁKS Łódź         | 22 | 2  | 20 | 1342 | 1751 | 24  | retrocesse in II liga |

| I liga 1960-1961         |
| ------------------------ |
| Legia Varsavia 4º titolo |

## Formazione vincitrice
| N° | Naz.               | Ruolo | Sportivo              |  | Alt. |  |
| -- | ------------------ | ----- | --------------------- |  | ---- |  |
|    | Polonia (bandiera) | G     | Leszek Arent          |  | 187  |  |
|    | Polonia (bandiera) | G     | Jędrzej Bednarowicz   |  |      |  |
|    | Polonia (bandiera) |       | Wacław Długosz        |  |      |  |
|    | Polonia (bandiera) |       | Zygmunt Dobrenko      |  |      |  |
|    | Polonia (bandiera) |       | Ryszard Frąckiewicz   |  |      |  |
|    | Polonia (bandiera) |       | Marian Golimowski     |  |      |  |
|    | Polonia (bandiera) | C     | Leszek Kamiński       |  | 186  |  |
|    | Polonia (bandiera) | C     | Władysław Pawlak      |  | 197  |  |
|    | Polonia (bandiera) | G     | Andrzej Pstrokoński   |  | 185  |  |
|    | Polonia (bandiera) |       | Janusz Samorzewski    |  |      |  |
|    | Polonia (bandiera) |       | Tadeusz Suski         |  |      |  |
|    | Polonia (bandiera) | A     | Janusz Wichowski      |  | 196  |  |
|    | Polonia (bandiera) | G     | Witold Zagórski       |  |      |  |
|    | Polonia (bandiera) |       | Ryszard Żochowski     |  |      |  |
|    | Polonia (bandiera) | All.  | Władysław Maleszewski |  |      |  |

## Premi e riconoscimenti
- MVP stagione regolare:  Ryszard Olszewski, AZS Toruń